# Kamion Podgórny
Kamion Podgórny – wieś w Polsce, w województwie mazowieckim, w powiecie sochaczewskim, w gminie Młodzieszyn.
Do 2023 miejscowość była przysiółkiem wsi Kamion.
W latach 1975–1998 przysiółek administracyjnie należał do województwa skierniewickiego.